# 马穆鲁克—葡萄牙冲突
埃及马穆鲁克—葡萄牙冲突是指1505年至1517年之間葡萄牙人與埃及马穆鲁克在印度洋发生的武装衝突。葡萄牙人成功在印度次大陆建立贸易站並且使得馬木留克蘇丹國陷入財政困難。兩方的衝突一直持續至馬木留克蘇丹國滅亡。